# أنطونيو غونزاليس ألفاريز
أنطونيو غونزاليس ألفاريز (بالإسبانية: Antonio González Álvarez)‏ (28 يناير 1940 بأنتقيرة في إسبانيا - ) هو لاعب كرة قدم إسباني في مركز الدفاع. شارك مع منتخب إسبانيا تحت 18 سنة لكرة القدم ومنتخب إسبانيا لكرة القدم. أما مع النوادي، فقد لعب مع أتلتيكو مدريد وسي دي مالقا.

## مسيرته الكروية
لعب أنطونيو غونزاليس ألفاريز خلال مسيرته الاحترافية مع ناديين في أربعة عشر موسمًا وسجل خلالها 31 هدفًا ضمن 231 مباراة. حيث فاز في موسمين بالكأس ولم يفز بأي دوري.
خاض أنطونيو غونزاليس ألفاريز مسيرته مع نادي أتلتيكو مدريد في موسم 1957–58 ليلعب معه ستة مواسم، مشاركًا في 103 مباراة سجل خلالها 13 هدفًا. ثم انتقل إلى سي دي مالقا في موسم 1963–64 ليلعب معه ثمانية مواسم، حيث شارك في 128 مباراة سجل خلالها 18 هدفًا.

## وصلات خارجية
- أنطونيو غونزاليس ألفاريز على موقع قاعدة بيانات كرة القدم.إي يو (الإنجليزية)
- أنطونيو غونزاليس ألفاريز على موقع ناشيونال فوتبول تيمز (الإنجليزية)